# Gimte

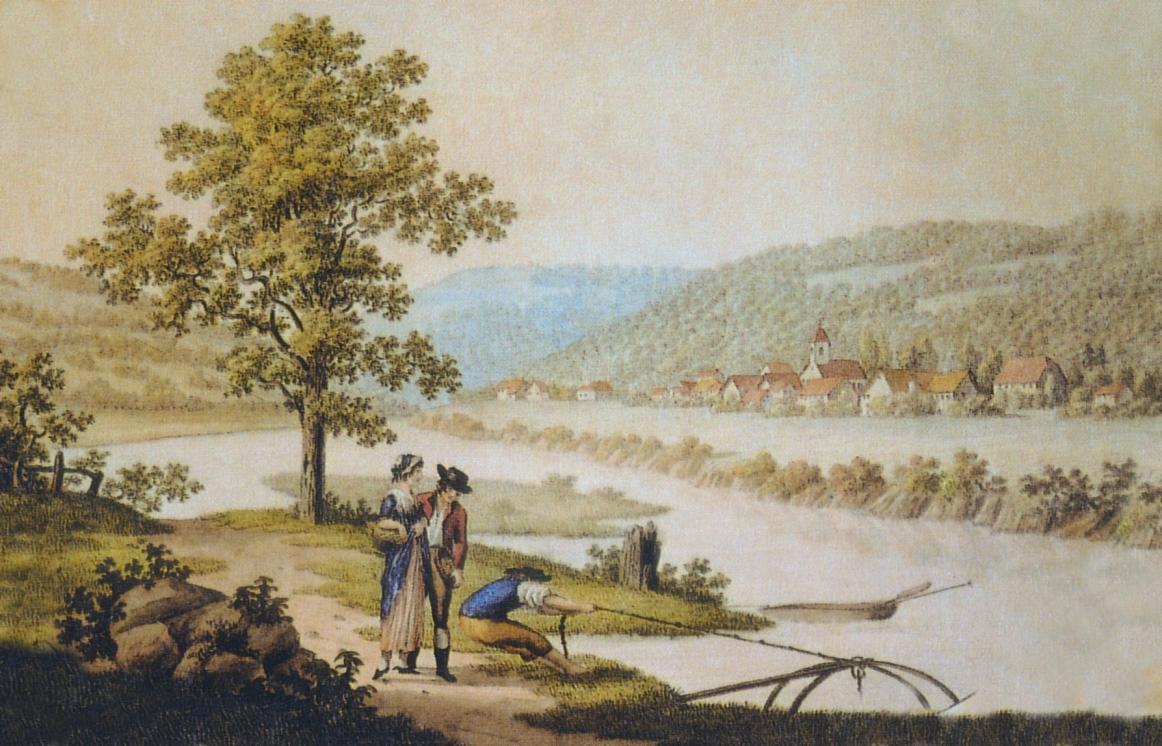
Ansicht von Gimte von der Weser, 1804

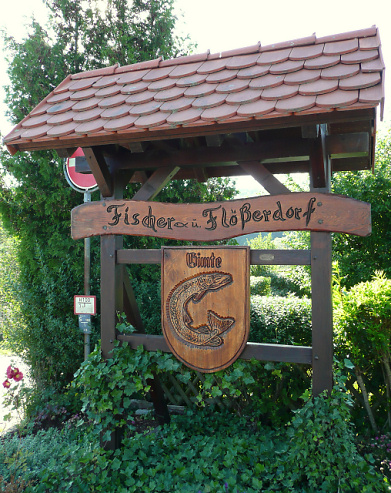
Schild am Ortseingang: Fischer- und Flößerdorf Gimte

Gimte ist ein Ortsteil der Stadt Hann. Münden im Landkreis Göttingen im Süden von Niedersachsen.

## Geographische Lage
Das Dorf Gimte liegt rechts der Weser direkt am Fluss (Weserkilometer 2,4) im Oberen Wesertal und ist zwischen dem Bramwald im Osten und dem jenseits des Flusses gelegenen Reinhardswald im Westen eingebettet. Das bei Weserkilometer 3,6 linksseitig gelegene Klostergut Hilwartshausen gehört zum Ortsgebiet und ebenso das rechtsseitig gelegene ehemalige Vorwerk Eichhof.
Gimte ist auf der durch den südöstlichen Rand der Ortschaft verlaufenden Bundesstraße 3, die südlich des Dorfs zusammen mit der B 80 über die Mündener Weserbrücke nach Altmünden führt, aus den Richtungen Hann. Münden, Kassel, Göttingen oder auf der Landesstraße 561 aus Richtung Hemeln bzw. Oberweser kommend erreichbar. Der Weserradweg führt durch den Ort.

## Geschichte
Gimte wurde im Jahre 970 erstmals urkundlich als Gemmet erwähnt und dem Kloster Hilwartshausen geschenkt. Bestandteile dieser Schenkung waren unter anderem Rechte und Besitz über Boden, Äcker, Felder, Wiesen, Wälder, Weideland, Gewässer, Mühlen, Wege, Zölle und Fischereigerechtsame. Funde aus vorgeschichtlicher Zeit belegen eine jahrtausendealte Besiedlung der Umgebung um Gimte. So wurden etwa zwischen 1950 und 1960 in der nahen Ballertasche beim Kiesgraben Skelett-Teilfunde entdeckt. In der Reformationszeit wurde zwar das Kloster aufgehoben, fortan sollten jedoch Amtmänner das Klostergut verwalten, bis im Jahre 1928 die Gutsbezirke aufgelöst wurden. Seit dieser Zeit bildet Hilwartshausen einen Ortsteil von Gimte. Über Jahrhunderte hinweg, bis in die 1960er Jahre, war die Flößerei und die Fischerei auf der Weser ein wichtiger Erwerbszweig in Gimte. Weitere Erwerbsgebiete waren der Holzhandel und die Leineweberei.
Am 1. Januar 1973 wurde Gimte in die Stadt Münden eingegliedert.

## Politik

### Ortsrat
Zusammen mit dem Ortsteil Hilwartshausen wird Gimte auf kommunaler Ebene von einem Ortsrat mit elf Mitgliedern vertreten.
Seit der Kommunalwahl 2021 setzt sich der Ortsrat wie folgt zusammen:
| Partei | Prozent | Sitze |
| ------ | ------- | ----- |
| SPD    | 76,48   | 8     |
| CDU    | 23,52   | 3     |

### Ortsbürgermeister
Ehrenamtlicher Ortsbürgermeister von Gimte ist Peter Katzwinkel (SPD). Sein Stellvertreter ist Carsten Dorner (CDU).

## Kultur und Sehenswürdigkeiten
Gimte pflegt eine Partnerschaft mit der Ortschaft Sannois (bei Paris/Frankreich).

## Marienkirche

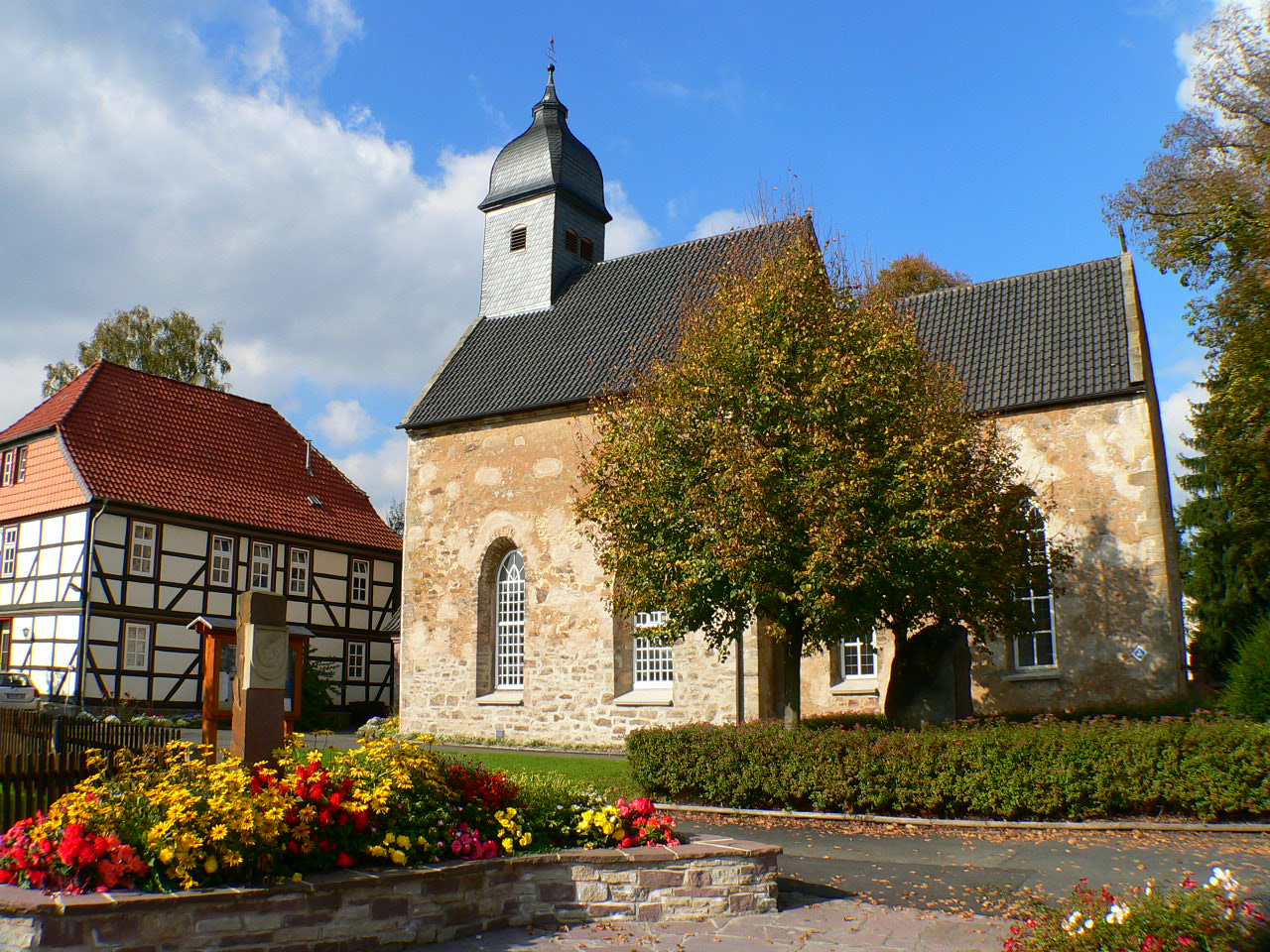
Marienkirche Gimte

Die 1006 gegründete Marien-Kirche in Gimte ist Radwegekirche am Weserradweg und Offene Kirche. Die Kirche besteht aus zwei Teilen. Der kleinere Ostteil geht zurück auf die alte Marien-Kapelle, die im Jahr 1006 das Kloster Hilwartshausen erbauen ließ und an deren Ostseite drei Linden gepflanzt wurden. Ein Erlass des Erzbischofs Peter von Mainz von 1318 sowie ein Ablassbrief aus dem Jahr 1336 erwähnen die Gimter Marienkapelle; in letzterem Brief wird allen Besuchern der Capelle dicte Gymmeth ein Ablass gewährt. Von 1610 bis 1612 wurde der breitere und höhere Westteil als Gemeindekirche angebaut, wodurch der ältere Teil nun zum Chorraum wurde. Die alten Glasmalereien der Kirchenfenster mit Wappenbildern und biblischen Darstellungen, worunter auch ein Christusbild in Lebensgröße war, sind heute nicht mehr vorhanden. Der steinerne Altarblock trägt an drei Seiten die Inschrift „Hanc aram fecit Hermann de Neste parari; Munus ei petimus Christe, perenne dari!“ und verweist damit auf den Stifter des Altars, einen Hermann von Nyste, welcher 1289 als Ratsherr von Münden genannt wird. Die Bilder des hochragenden, aus mehreren Etagen bestehenden Altaraufsatzes (Abendmahl in der Predella, darüber Kreuzigung, Auferstehung und Himmelfahrt) sind um 1680 von einem Mündener Künstler namens Johannes Daniel Sarazin gemalt worden. Die Orgel wurde 1770 gestiftet, aber im 19. Jahrhundert grundlegend umgestaltet.

## Sport
Es gibt im Ort zwei Sportvereine, zum einen den „TuSpo Weser Gimte 1919 e. V.“ und zum anderen den „1. FC Gimte e. V.“ Der TuSpo Weser Gimte wurde 1919 gegründet und betreibt die Sparten Fußball, Badminton, Tischtennis, Garde, Kinderturnen, Gymnastik und verschiedene Freizeitsportarten. Der 1. FC Gimte wurde im Jahr 1994 gegründet und ist in den Sparten Fußball und Wandern aktiv.